# Américo Montanarini
Américo Montanarini, né le 11 août 1917 et mort le 14 juillet 1994, est un joueur brésilien de basket-ball.